# Savannah (Georgia)
Savannah mintegy 130 000 lakosú város Georgiában, az Amerikai Egyesült Államokban.

## Elhelyezkedés
Savannah Georgia államban a Savannah folyó jobb partján, az Atlanti-óceántól néhány kilométerre, közvetlenül Dél-Karolina állam határán található. A város a 95-ös és a 16-os autópályák találkozásánál fekszik.

## Lakosság
Az amerikai Népszámlálási Hivatal 2008-as felmérése szerint a városnak 132 410 lakosa van; közülük 24,5% 18 év alatti és 12,6% 65 év feletti. A medián életkor 32,9 év, ami a 36,7 éves országos medián alatt van. A városban élőknek csupán 3,9 százaléka született külföldön, ami az országos átlagnak körülbelül egyharmada. A savannah-iak 39,5 százaléka fehér, míg 57,0% fekete. A lakosok 51,8 százaléka nő; ez valamivel az országos átlag fölött van. Felsőfokú végzettséggel 23,8% rendelkezik.

## Városvezetés
Savannah vezetését a lakosság által választott polgármester, kilenctagú városi önkormányzat, valamint az önkormányzat által kinevezett városigazgató látja el. A város hat választókörzetre oszlik, amelyeknek mindegyike egy képviselőt választ a városi önkormányzatot. További két önkormányzati képviselőt listás rendszerben választanak. Az önkormányzat kilencedik tagja a polgármester, 2011 óta Edna Branch Jackson. Az önkormányzat adókat vet ki, elfogadja a városi költségvetést, rendeleteket hoz és kinevezi a városigazgatót. A városigazgató feladata a város működésének napi irányítása.

## Története

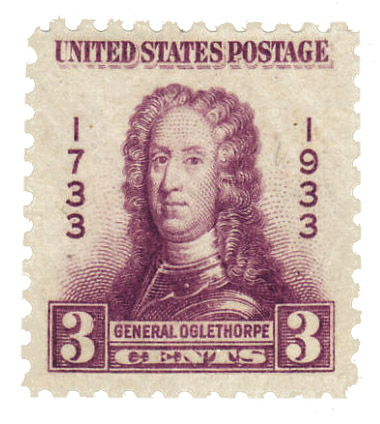
James Oglethorpe

Savannah-t 1733-ban alapította James Edward Oglethorpe, akit II. György brit király azzal a megbízással küldött Amerikába, hogy alapítson új gyarmatot a Savannah folyó és a spanyolok birtokolta Florida között. Oglethorpe és 114 embere 1733. február 12-én szállt partra a Savannah folyó torkolatánál. Itt hamar szívélyes viszonyt teremtettek Tomocsicsivel, a helyi indián törzs főnökével, és hozzáláttak az új gyarmat székhelyének megépítéséhez. A szomszédos Dél-Karolinából áthozott rabszolgák segítségével kivágták a fenyőerdőt, és az előre elkészített tervek alapján négyzethálós elrendezésű várost kezdtek építeni.